# Truc Blanc
Le truc Blanc est un sommet des Alpes italiennes culminant à 3 405 mètres d'altitude en Vallée d'Aoste, dans le massif des Alpes grées.
Il se trouve sur la ligne de crête séparant le val de Rhêmes du Valgrisenche, non loin de la Grande Traversière.